# Nias Barat
Nias Barat ist ein indonesischer Regierungsbezirk (Kabupaten) auf der Insel Nias in der indonesischen Provinz Sumatra Utara. Zur Jahresmitte 2023 lebten hier 97.633 Menschen (47.540 oder 48,69 % Männer bzw. 50.093 oder 51,31 % Frauen) auf 464,22 Quadratkilometer Fläche (Bevölkerungsdichte. 210,32 Einw. je km ²). Der Verwaltungssitz des Kabupaten ist Lahomi. Mit dem Gesetz Nr. 46 wurde Nias Barat im November 2008 durch Ausgliederung von acht Kecamatan (die seit dieser Zeit unverändert bestehen) aus dem „Mutterbezirk“ Nias gebildet.

## Geographie
Nias Barat liegt im Westen der Insel Nias, die westlich von Sumatra im Indischen Ozean liegt. Nias Barat erstreckt sich auf einer Höhe zwischen dem Meeresspiegel und 480 Metern (im Osten, also im Inneren der Insel Nias) zwischen 0°12′ und 0°32′ n. Br. sowie zwischen 97°00′ und 98°00 ′ö. L. Der Bezirk hat drei Nachbarn, Nias Utara im Nordwesten, den Kabupaten Nias im Nordosten sowie Nias Selatan im Südosten. Die ca. 42 Kilometer lange Küste im Südwesten bildet mit ihren vorgelagerten zehn Inseln eine natürliche Grenze. Alle Inseln gehören zum Kecamatan Sirombu, darunter die etwas weiter südwestlich gelegenen acht Hinako-Inseln, die ein beliebtes Ausflugsziel sind.

### Klima und Wetter
In Nias Utara herrscht, wie in ganz Indonesien tropisches Regenwaldklima (feuchttropisches Klima), es gibt eine trockene Jahreszeit und die Regenzeit. Die Durchschnittstemperatur betrug im Jahr 2020 26,8 °C, kältester Monat war der Mai mit 29,5 Grad, wärmster Monat der März mit 35,6 °C. Die Luftfeuchtigkeit betrug im gleichen Jahr durchschnittlich 88 Prozent, wobei sie in sieben Monaten 100 Prozent erreichte, am trockensten war es im Februar (48 %). Im Februar fiel auch der wenigste Regen (124 mm an 14 Tagen), hingegen brachte der September mehr als das Dreifache an Niederschlägen (382 mm an 18 Tagen), im Januar 2020 gab es nur einen „trockenen Tag“. Die Sonnenscheindauer betrug im Jahresdurchschnitt 52 Prozent, am häufigsten im Dezember (74 %), am geringsten im Dezember (40 %).

## Verwaltungsgliederung
Administrativ unterteilt sich Nias Barat seit seiner Gründung 2008 in acht Distrikte (indonesisch Kecamatan) mit 105 Dörfern (indonesisch Desa), die sich weiter in 315 Orte oder Weiler (indonesisch Dusun) gliedern.
| Code 1   | Kecamatan Distrikt | Ibu Kota Verwaltungssitz | Fläche (km²) | Einw. 2010 2 | Volkszählung 2020 | Volkszählung 2020 | Volkszählung 2020 | Anzahl der Desa |
| Code 1   | Kecamatan Distrikt | Ibu Kota Verwaltungssitz | Fläche (km²) | Einw. 2010 2 | Einw. 3           | 0Dichte 40        | Sex Ratio 5       | Anzahl der Desa |
| -------- | ------------------ | ------------------------ | ------------ | ------------ | ----------------- | ----------------- | ----------------- | --------------- |
| 12.25.01 | Lahomi             | Sitolubanua              | 88,39        | 7.548        | 10.454            | 118,3             | 93,20             | 11              |
| 12.25.02 | Sirombu            | Tetesua                  | 118,79       | 9.478        | 13.077            | 110,1             | 98,59             | 25              |
| 12.25.03 | Mandrehe Barat     | Lasarafaga               | 61,29        | 7.384        | 8.243             | 134,5             | 96,03             | 14              |
| 12.25.04 | Moroo              | Hilifadolo               | 52,30        | 9.440        | 9.995             | 191,1             | 96,17             | 10              |
| 12.25.05 | Mandrehe           | Fadoro                   | 77,59        | 18.697       | 22.077            | 284,5             | 93,18             | 20              |
| 12.25.06 | Mandrehe Utara000  | Lahagu                   | 39,56        | 7.920        | 9.062             | 229,1             | 97,09             | 12              |
| 12.25.07 | Lolofitu Moi       | Lolofitu                 | 53,84        | 13.674       | 10.384            | 192,9             | 92,47             | 8               |
| 12.25.08 | Ulu Moroo          | Lawelu                   | 28,58        | 7.666        | 6.702             | 234,5             | 92,75             | 5               |
| 12.25    | Kab. Nias Barat    | Kab. Nias Barat          | 520,34       | 81.807       | 89.994            | 173,0             | 94,82             | 105             |

## Demographie
Zur siebten Volkszählung im September 2020 (indonesisch Sensus Penduduk – SP2020) lebten in Nias Barat 89,994 Menschen, davon 46.194 Frauen (51,33 %) und 43.800 Männer (48,67 %). Gegenüber dem letzten Zensus (2010) sank der Frauenanteil um 0,82 % (42.661 Frauen ÷ 39.146 Männer).
2020 war die Mehrheit der Einwohner Christen. Der Anteil der Muslime lag bei 2,59 Prozent, deren höchster Anteil war mit 2.192 Personen im Kec. Sirombu. Christen gab es im Jahr 2020 84.488, über drei Viertel davon waren Protestanten (64.721). Sie verfügten über 269 Kirchen (51 davon im Kec. Mandrehe). Die 19.767 Katholiken hatten insgesamt 69 Kirchen, davon jeweils 13 in Mandrehe und Mandrehe Utara. Die drei Buddhisten aus dem Kecamatan Sirombu hatten ein eigenes Kloster. In fünf der acht Kecamatan gab es keine Muslime: Lahomi, Ulu Moroo, Mandrehe Utara, Mandrehe Barat und Moroo.

### Soziale Daten 2020
| Merkmal                                                            | Kabupaten | 0Provinz Sumatra Utara0 |
| ------------------------------------------------------------------ | --------- | ----------------------- |
| Bev. unterh. der Armutsgrenze (Tsd.)0                              | 22,33     | 1.283,29                |
| Anteil der „armen Bevölkerung“ (indonesisch Penduduk miskin) (%)00 | 25,69     | 008,75                  |
| Arbeitslosenrate (%)                                               | 01,71     | 006,91                  |
| Lebenserwartung (in Jahren)                                        | 68,96     | 069,10                  |
| HDI-Index                                                          | 61,51     | 071,77                  |

### Aktuelle Bevölkerungsdaten vom Jahresende 2022
Nachfolgende Tabelle gibt den Einwohnerstand per 31. Dezember 2022 wieder.
| Kecamatan          | Fläche km² | Einwohner gesamt | Männer | Frauen | Dichte Einw. je km² | Sex Ratio (100 M/F) |
| ------------------ | ---------- | ---------------- | ------ | ------ | ------------------- | ------------------- |
| Lahomi             | 43,50      | 10.773           | 5.204  | 5.569  | 247,7               | 93,45               |
| Sirombu            | 71,60      | 13.823           | 6.773  | 7.050  | 193,1               | 96,07               |
| Mandrehe Barat     | 50,64      | 9.250            | 4.540  | 4.710  | 182,7               | 96,39               |
| Moro'o             | 57,48      | 11.091           | 5.466  | 5.625  | 193,0               | 97,17               |
| Mandrehe           | 83,45      | 23.919           | 11.552 | 12.367 | 286,6               | 93,41               |
| Mandrehe Utara     | 64,90      | 10.151           | 5.025  | 5.126  | 156,4               | 98,03               |
| Lolofitu Moi       | 53,72      | 11.261           | 5.403  | 5.858  | 209,6               | 92,23               |
| Ulu Moro'o         | 37,43      | 6.871            | 3.326  | 3.545  | 183,6               | 93,82               |
| Kab. Nias Barat000 | 462,72 1   | 97.139           | 47.289 | 49.850 | 209,9               | 94,86               |